# Lloyd Hildebrand
Lloyd Augustin Biden Hildebrand (ur. 25 grudnia 1870 w Tottenhamie, zm. 1 kwietnia 1924 w Levallois-Perret) – brytyjski kolarz torowy i szosowy, wicemistrz olimpijski oraz brązowy medalista torowych mistrzostw świata.

## Kariera
Największe sukcesy w karierze Lloyd Hildebrand osiągał w 1900 roku, kiedy zdobył dwa medale na międzynarodowych imprezach. Najpierw wystąpił na mistrzostwach świata w Paryżu, gdzie zdobył brązowy medal w wyścigu ze startu zatrzymanego zawodowców. W zawodach tych wyprzedzili go jedynie Francuz Louis Bastien oraz Norweg Wilhelm Henie. Miesiąc później Hildebrand wystartował na igrzyskach olimpijskich w Paryżu, gdzie w wyścigu na 25 km zdobył srebrny medal, ulegając tylko Bastienowi, a wyprzedzając kolejnego Francuza – Auguste’a Daumaina. Na igrzyskach w stolicy Francji wziął także udział w sprincie indywidualnym, ale nie ukończył rywalizacji. Startował również w wyścigach szosowych, wygrywając Paryż-Évreux w 1898 roku i Paryż-Rouen w 1899 roku.
Hildebrand często jest klasyfikowany jako Francuz, jednak był obywatelem Wielkiej Brytanii, choć większą część życia spędził we Francji.